# Themira seticrus
Themira seticrus är en tvåvingeart som beskrevs av Oswald Duda 1926. Themira seticrus ingår i släktet Themira och familjen svängflugor. Inga underarter finns listade i Catalogue of Life.